# Decurião (militar)
Decurião (em latim: decurio, plural decuriones), era o oficial de cavalaria do exército romano que comandava um esquadrão (turma) de aproximadamente 30 homens. Não deve ser confundido com o decano, que era o suboficial que comandava um grupo de 10 homens na centúria, e encontrava-se logo abaixo do centurião.

## Exército republicano
Durante a República Romana, uma legião "Polibiana" (c. 300-88 a.C.) de levas de cidadãos tinha um complemento de cavalaria de 300 cavalos, divididos em 10 turmae (esquadrões) de 30 homens cada. Cada turma era liderada por 3 decuriões, eleitos pelos próprios membros do esquadrão. Embora decurio signifique literalmente "líder de 10 homens", não parece que uma turma foi subdividida em 3 tropas de 10 homens cada. Em vez disso, um decurião atuaria como comandante do esquadrão e os outros dois como seus deputados.

## Exército imperial
No exército imperial romano do Principado (30 a.C. - 284 d.C.), um decurião também comandava uma turma de cavalaria de c. 30 homens, mas agora sem colegas. Como todos os soldados do exército imperial, os decuriões eram profissionais de longa data, em sua maioria voluntários.
Uma legião imperial romana, que continha c. 5 600 homens, continha um pequeno braço de cavalaria de apenas 120 homens (ou seja, 4 turmae). Já que o número médio de legiões desdobradas foi c. 30, a cavalaria legionária imperial numerada apenas c. 3 600, de um total de c. 80 000 cavaleiros implantados pelo exército imperial. Havia, portanto, c. 120 decuriões de cavalaria nas legiões a qualquer momento.
A vasta maioria da cavalaria imperial estava nos regimentos da auxilia, o corpo não cidadão do exército imperial regular (cujos recrutas eram principalmente súditos imperiais que não possuíam cidadania romana (conhecido como peregrini). Uma ala (literalmente "ala"), que era um regimento de cavalaria de elite, continha 480 cavalos (16 turmae, portanto, 16 decuriões). Uma ala de dupla força (ala milliaria) continha 720 cavalos (24 turmae). Cerca de 90 alae foram implantados na época de imperador Adriano (117-138). Além disso, o corpo auxiliar incluía um tipo de regimento conhecido como cohors equitata, uma unidade de infantaria com um complemento de cavalaria de 120 cavalos (4 turmas; 8 em uma unidade de força dupla). Cerca de 180 desses regimentos existiram sob o comando de Adriano. Havia, portanto, c. 2 500 decuriões servindo na auxilia a qualquer momento.
No período imperial, os decuriões não eram mais romanos conscritos, plebeus que muitas vezes eram promovidos das fileiras, mas também podiam ser membros de aristocracias tribais nativas. (Os cavaleiros romanos neste estágio forneciam apenas os comandantes gerais (praefecti) dos regimentos auxiliares). Assim, os decuriões no exército imperial tinham um status social muito inferior do que seus predecessores na cavalaria republicana. Estes últimos não eram apenas cidadãos romanos, mas também aristocratas, enquanto os decuriões auxiliares eram em sua maioria plebeus e não cidadãos (até 212 d.C., quando todos os súditos imperiais receberam a cidadania). Mesmo se pertencessem a uma aristocracia nativa, eles tinham uma classificação inferior a um cidadão romano comum no império romano consciente de seu status.

## Fonte
- Dobson, B (2014). «Decurio» The Encyclopia of Ancient History ed. doi:10.1002/9781444338386.wbeah19058